# Novum Initium
Novum Initium è il quinto album in studio della band Masterplan.
Il disco vede ancora una volta un avvicendamento alla voce, con il nuovo abbandono di Jørn Lande (rientrato nel disco precedente) e l'ingresso di Rick Altzi (At Vance, Thunderstone).

## Tracce
Testi e musiche di Masterplan, eccetto dove indicato diversamente.
1. Per Aspera Ad Astra – 1:02
2. The Game – 5:29
3. Keep Your Dream Alive – 3:50 (Masterplan, Erik Lidbom)
4. Black Night Of Magic – 3:44
5. Betrayal – 4:42
6. No Escape – 4:24
7. Pray On My Soul – 4:37
8. Earth Is Going Down – 3:43
9. Return From Avalon – 4:28
10. Through Your Eyes – 5:00
11. Novum Initium – 10:18

### Tracce bonus (edizione giapponese)
1. 1492 – 3:49
2. Fear The Silence – 3:48
3. Killing In Time (Versione registrata nuovamente della traccia bonus presente sul disco Aeronautics del 2003)

## Formazione

### Gruppo
- Rick Altzi – voce
- Roland Grapow – chitarra
- Jari Kainulainen – basso
- Martin Škaroupka – batteria
- Axel Mackenrott – tastiere

### Produzione
- Roland Grapow – produzione, registrazione, missaggio, mastering presso i Grapow Studios
- Tom Row – fotografia